# Anoplosyllinae
Anoplosyllinae é uma subfamília de anelídeos poliquetas silídeos que engloba 5 gêneros. Indivíduos dessa subfamília podem ser identificados por seus palpos (órgãos sensoriais) basicamente fundidos, antenas e cirros tentaculares mais ou menos em forma de tacape e dois pares de cirros tentaculares. Reprodução por epigamia ou ninhada de ovos ventralmente

## Gêneros
| Anoplosyllis     |
| Streptospinigera |
| Astreptosyllis   |
| Streptosyllis    |
| Syllides         |